# Wdzydze Kiszewskie
Wdzydze Kiszewskie is een plaats in het Poolse district  Kościerski, woiwodschap Pommeren. De plaats maakt deel uit van de gemeente Kościerzyna en telt 188 inwoners.